# Kejtovský potok
Kejtovský potok je pravostranný a největší přítok řeky Trnavy v okrese Pelhřimov v Kraji Vysočina. Délka jeho toku činí 22,1 km. Plocha povodí měří 91,0 km².

## Průběh toku
Potok pramení jihozápadně od Obrataně v nadmořské výšce okolo 600 m. Po celé své délce teče převážně severovýchodním směrem. Pod Obrataní, kterou protéká, napájí spolu s Vintířovským potokem rybník Dvořiště, pod nímž meandruje přírodní památkou Kejtovské louky. Odtud potok směřuje lesnatým údolím směrem k Pacovu, jehož jihovýchodním okrajem protéká. Pod Pacovem přijímá zprava svůj největší přítok Novodvorský potok. Po zhruba dalších 7 km toku se vlévá zprava mezi Samšínem a Hořepníkem do řeky Trnavy  na 23,7 říčním kilometru, v nadmořské výšce 458 m.

### Větší přítoky
- Vintířovský potok, zprava, ř. km 17,5, délka 4,4 km[5]
- Cetorazský potok, zleva, ř. km 13,8, délka 3,6 km[6]
- Oborský potok, zleva, ř. km 11,2, délka 3,5 km[7]
- Novodvorský potok, zprava, ř. km 7,7, délka 8,4 km[8]

## Vodní režim
Průměrný průtok Kejtovského potoka u ústí činí 0,56 m³/s.
M-denní průtoky u ústí:
| M [dní]  | Q30  | Q60  | Q90  | Q120 | Q150 | Q180 | Q210 | Q240 | Q270 | Q300 | Q330 | Q355 | Q364 |
| -------- | ---- | ---- | ---- | ---- | ---- | ---- | ---- | ---- | ---- | ---- | ---- | ---- | ---- |
| Q [m³/s] | 1,32 | 0,89 | 0,67 | 0,54 | 0,44 | 0,36 | 0,30 | 0,25 | 0,20 | 0,16 | 0,12 | 0,08 | 0,05 |